# Сан Хосе Шаркс
Сан Хосе Шаркс е отбор от НХЛ, основан е Сан Хосе, Калифорния. Тимът се състезава в Западната конференция,Тихоокеанска дивизия.